# أديسون إس. مكلور
أديسون إس. مكلور هو محامي وسياسي أمريكي، ولد في 10 أكتوبر 1839 في ووستير في الولايات المتحدة، وتوفي بنفس المكان في 17 أبريل 1903. نشط حزبياً في الحزب الجمهوري. وقد انتخب عضو مجلس النواب الأمريكي ‏.